# Саудовско-йеменская война
Саудовско-йеменская война 1934 года — вооружённый конфликт между Саудовской Аравией и Йеменом из-за территориальных споров.

## Предыстория конфликта
К началу 30-х годов обстановка на юге Аравийского полуострова сложилась не в пользу имама Яхьи. Не урегулированность его отношений с английскими колониальными властями в Адене создавала выгодное для англичан положение «ни войны, ни мира», что сохраняло напряженность в пограничных с Йеменом районах. К тому же английские колонизаторы начали разжигать вражду между имамом Яхьей и Ибн Саудом, что осложнило обстановку и на северных границах Йемена.
Назревал конфликт между Сайдовской Аравией и Йеменом. Главы обоих государств боролись против турок и завоевали независимость после первой мировой войны, оба возглавляли движение за объединение своих стран, оба чувствовали на себе давление британского империализма. Но у них возник спор из-за пограничных районов.

#### 1932 год
- В 1932 году. Эмир Асира аль-Идриси провозглашает независимость эмирата от Саудовской Аравии.
- Конфликт между двумя государствами еще более обострился после того, как Ибн Сауд в ответ на неудачную попытку Мухаммеда аль-Идриси поднять против него восстание упразднил идрисидский эмират и включил всю его территорию в состав саудовского королевства.
- После подавления асирского восстания аль-Идриси бежит в Йемен.
- Начались саудовско-йеменские переговоры.

#### 1933 год

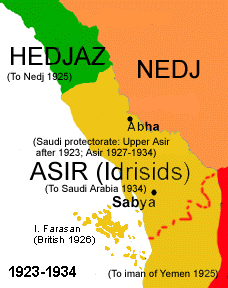
Асир в 1923-1934 годах.

- Март. Посланцы имама Йемена Яхьи и короля Абдель Азиза встречаются и обсуждают возможность восстановления власти аль-Идриси. Посланники Азиза настаивали на передаче северного Асира и выдаче членов семьи аль-Идриси.
- Саудовско-йеменские переговоры, проходившие в 1932 — начале 1933 г., были прерваны.
- Предметом спора стало Наджран и государственное образование располагавшееся в нем. Наджранское княжество находилось под сильным влиянием йеменского имама и было неспособно обеспечить свой суверенитет из-за отсутствия боеспособной армии[3]. В апреле 1933 г. принц Ахмед, подавлявший антиимамские выступления племен на севере Йемена, захватил эту территорию. Имама подстрекали итальянцы, обещавшие ему помощь и стремившиеся усилить своё влияние в Йемене, и англичане, заинтересованные в том, чтобы отвлечь внимание Яхьи от своих аденских протекторатов.
- Май. Йемен захватывает Наджран, который считался йеменцами частью Йемена, блокирует транспортные пути из Асира в Неджд.
- Осенью. йеменские войска захватили несколько населенных пунктов в глубинных районах Наджрана.

#### 1934 год
- В феврале 1934 г. состоялась новая саудовско-йеменская встреча, на которой была сделана последняя попытка мирным путём урегулировать конфликт.
- Не желая борьбы на два фронта — на севере и на юге, имам Яхья согласился на возобновление переговоров с Великобританией. После выполнения йеменской стороной выдвинутых Англией предварительных условий в феврале 1934 г. в Сане между двумя государствами был заключен договор о «дружбе и взаимном сотрудничестве». Со стороны англичан договор «о дружбе и взаимном сотрудничестве» заключал губернатор Адена Рейли. Имам Яхья пошел на частичные уступки Великобритании, чтобы обезопасить себя с юга. Он предусматривал сохранение существовавшей к тому времени демаркационной линии, окончательное же определение границ Йемена должно было быть установлено путём переговоров в период действия договора, т. е. в течение сорока лет. Таким образом, договор фактически узаконил английское присутствие на юге Аравийского полуострова.
- Урегулировав мирным путём отношения с Великобританией, имам Яхья вернулся к вопросу об Асире. Считая земли бывшего идрисидского эмирата йеменскими, он требовал их возвращения. Ибн Сауд, в свою очередь, считал земли до Мохи, включенные в границы йеменского государства, территорией Асира и настаивал на их присоединении к идрисидским владениям, вошедшим в 1930 году в состав саудовского государства. Кроме того, каждая из сторон считала входящей в пределы своего государства область Наджран, занятую еще в 1923 году саудовскими войсками.

## Силы сторон

#### Саудовская Аравия
Основой армии Саудовской Аравии были кочевники-бедуины. Их вооружение находилось на уровне Первой Мировой Войны, а лояльность их вызывала большие сомнения. В начале 30-х годов началось перевооружение армии, в результате чего во время войны боевые части Саудовской Аравии имели более современное оружие и автотранспорт, чем Йемен. Регулярные части армии несли, в основном, охранные функции.
Основным вооружением саудовских солдат были винтовки "Ли-Энфилд" и "Росс-Энфилд", поставки которых начались ещё во время Первой Мировой войны. Кроме того, активно использовалось трофейное турецкое оружие, в частности, винтовки Маузер 98k. Кроме легкого вооружения, Великобритания поставляла Саудовской Аравии пулеметы "Виккерс" и бронеавтомобили "Роллс-ройс" (последних было поставлено 2 экземпляра). В начале 30-х годов началось перевооружение армии. В 1933 году в Великобритании было закуплено несколько лёгких танков Vickers Mk. II и танкеток Vickers Carden-Loyd Mk. VIb.

#### Йеменское Мутаваккилийское Королевство
При помощи оставшихся ещё со времён Османской Империи чиновников и солдат (~300 человек) была создана армия, подразделявшаяся на несколько частей:
1. Иррегулярные войска: насчитывали около 50000 человек. Включали в себя и пехоту, и конницу.
2. Специальная гвардия имама: наиболее лояльные к монарху вооруженные силы. Насчитывали около 5000 человек.

В 20-е годы Йеменом производились закупки вооружения в таких странах, как Германия и Италия. В Германии закупались винтовки Маузер 98k, а в Италии, к примеру, в 1926 году было закуплено 4 зенитных орудия и 2000 винтовок. Во время войны Великобритания и Италия поставляли в Йемен различное вооружение.

## Ход войны
- Февраль 1934 года. Саудовцы занимают южный Асир и часть Тихамы.
- На втором фронте силы Саудовской Аравии заняли Наджран и продвигались в сторону крупного центра Саада.
- Западные державы были вынуждены направить военные корабли к Ходейде и саудовским берегам.
- Март-апрель 1934 года. Саудовские войска одержали полную победу, оккупировав не только спорные области, но и всю прибрежную часть Йемена.
- В начале апреля 1934 г., не получив ответа йеменской стороны на требование о выводе её войск из Наджрана, Ибн Сауд начал наступление в глубь йеменской территории. Колонна под командованием эмира Фейсала захватила города Тихамы, а затем заняла Ходейду. Вторая же колонна, под командованием эмира Сауда, разгромив войска сына имама эмира Ахмеда, в Наджране, подошла к г. Саада. Сопротивление йеменцев на обоих участках фронта было фактически сломлено.
- Войну между двумя аравийскими государствами пытались использовать в своих интересах Великобритания и Италия. Вскоре после занятия Ходейды саудовскими войсками там появились английские, итальянские и французские корабли. Итальянское правительство заявило о своей поддержке Йемена, а Великобритания, формально соблюдавшая нейтралитет, вела переговоры с саудовцами о приостановлении их дальнейшего продвижения по йеменской территории.

## Послевоенные мирные переговоры 1934 года и их результат.
- В крайне напряженной внешнеполитической обстановке в Эт-Таифе при посредничестве делегации Высшего исламского совета начались саудовско-йеменские мирные переговоры. Они завершились подписанием 20 мая 1934 г. «Договора о мусульманской дружбе и арабском братстве», провозгласившего окончание войны и установление мирных отношений между двумя государствами.
- 23 июня 1934 года. Саудовская Аравия и Йемен подписали мирное соглашение (Таифский договор), завершившее войну между двумя странами. Имам Йемена Яхья отказался и от притязаний на спорные пограничные районы — Асир, Джизан и часть Неджрана, а Ибн Сауд возвратил оккупированные в ходе войны йеменские территории.
- В феврале 1936 г. к Гаифскому договору были добавлены два приложения, определившие границы обоих государств. Согласно этим документам проведена демаркация границы:
  - область Джизан осталась в составе Саудовской Аравии
  - область Неджран была разделена между двумя государствами. Граница прошла по Вади-Наджран.